# Duygulu, Ömerli
Duygulu là một xã thuộc huyện Ömerli, tỉnh Mardin, Thổ Nhĩ Kỳ. Dân số thời điểm năm 2010 là 105 người.